# Bakame

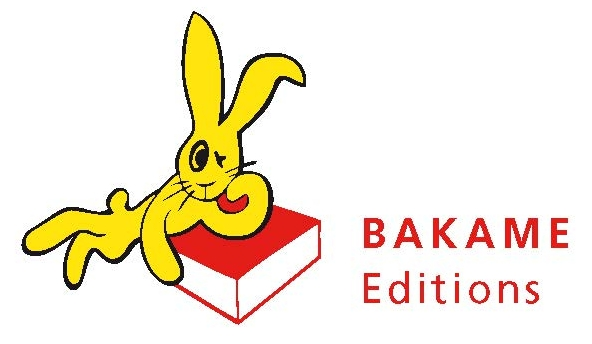
Logo des Verlags Bakame

Bakame ist ein ruandischer Kinderbuchverlag.

## Geschichte
Aus persönlicher Betroffenheit gründete die gebürtige Ruanderin Agnes Gyr-Ukunda 1995 in Kigali den Kinderbuchverlag Bakame Editions. Sie wollte nach dem Völkermord in Ruanda den vielen traumatisierten Kindern eine kulturelle Basis für die Verarbeitung der psychischen Folgen schaffen und hoffte, mit Kinder- und Jugendliteratur einen Beitrag zur Friedensförderung zu leisten. Das Konzept des Verlags basiert auf dem Modell des Schweizerischen Jugendschriftenwerkes SJW, das für die Gründung das Patronat übernahm. Der Verein «Bücher für Kinder in Ruanda» unterstützt fachlich und finanziell den Verlag. Den Namen des Verlags gab die Fabelfigur «Bakame». Bakame, der schlaue Hase, ist jedem Kind in Ruanda ein Begriff.

### Profil
Die «Bakame Editions» stellen gute auf der eigenen Kultur basierende Kinder- und Jugendliteratur in der Landessprache Kinyarwanda her. Damit die Bücher für alle Kinder zugänglich und erschwinglich sind, müssen die Auflagen hoch und die Preise tief sein. Damit dies möglich ist, braucht es Gönner, die die Druckkosten übernehmen. Die Distribution geht hauptsächlich über die Schulen.
Der Verlag fördert auch die Lesekultur in einem Land, in dem die Schriftlichkeit noch sehr jung ist. Ein stimulierendes und erfolgreiches Bakame Projekt sind die Rucksackbibliotheken «Bana dusome», die von Schule zu Schule und von Schulzimmer zu Schulzimmer weitergegeben werden. Die Rucksackbibliotheken werden von einem Leseanimator begleitet.

## Meilensteine

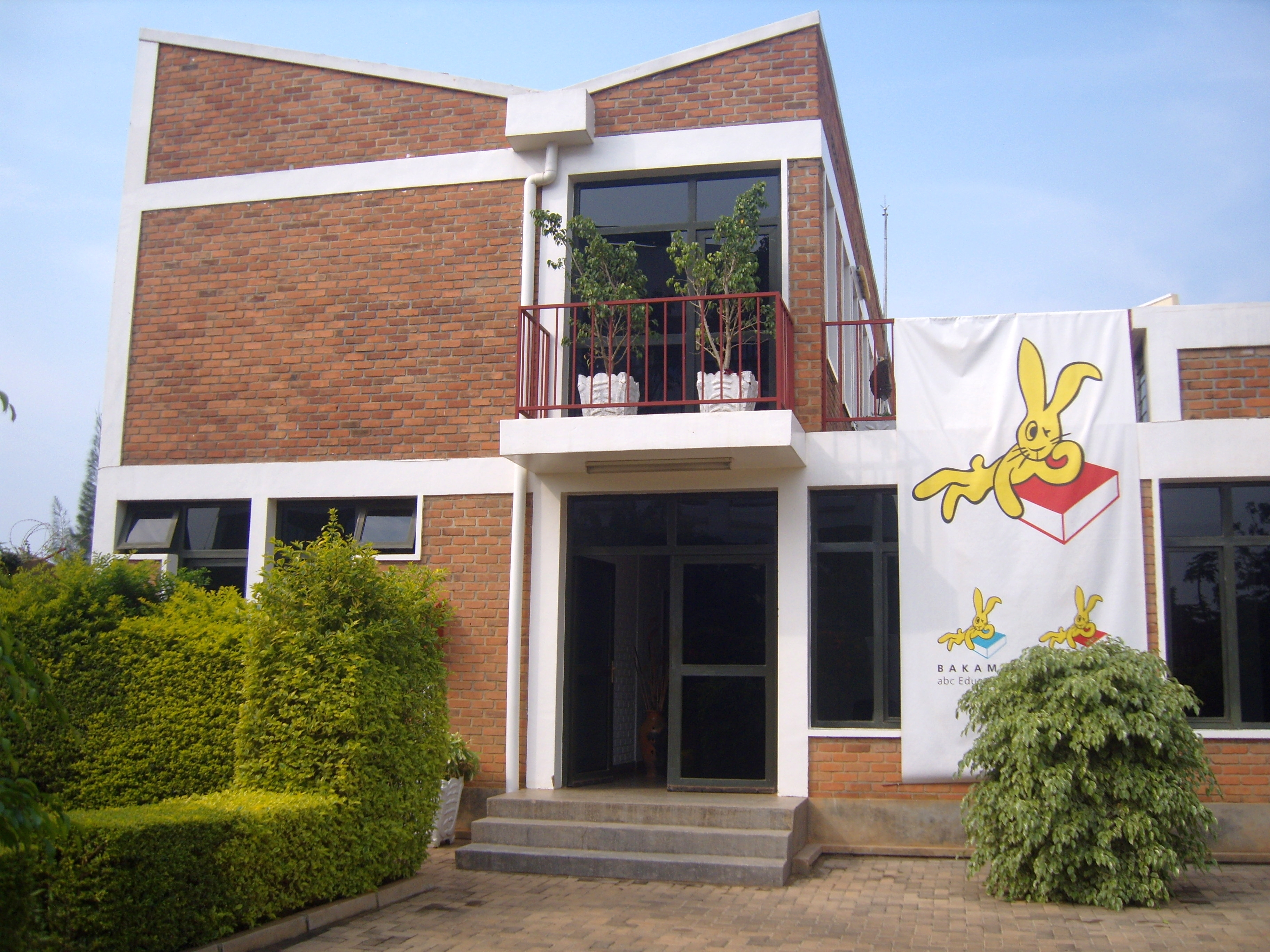
Verlagsgebäude Verlag Bakame in Ruanda

Große Meilensteine in der Entwicklung der «Bakame Editions» sind die Errichtung eines eigenen Verlagsgebäudes 2005 in Kigali, der «BolognaRagazzi Award Neue Horizonte» für das Bilderbuch «Ubucuti bw’imbeba n’inzovu», die internationale Auszeichnung durch den IBBY-Asahi Leseförderungspreis 2008 und die Herausgabe einer Schulgrammatik 2010.
Der ruandische Ministerrat hat den Verlag 2002 als gemeinnützige Organisation anerkannt und im Jahr 2012 bestätigt. 2013 gewann der Verlag den Preis als «Best Children’s Publisher 2013 for Africa» an der Kinderbuchmesse in Bologna.
Der Schweizer Verein «Bücher für Kinder in Ruanda» beschloss am 1. Oktober 2021 seine Auflösung, da er nun den „Kinderbuchverlag in Kigali gänzlich in die Hände unserer ruandischen Mitarbeiterinnen und Mitarbeiter legen“ könne.